# Temple de Montbrillant

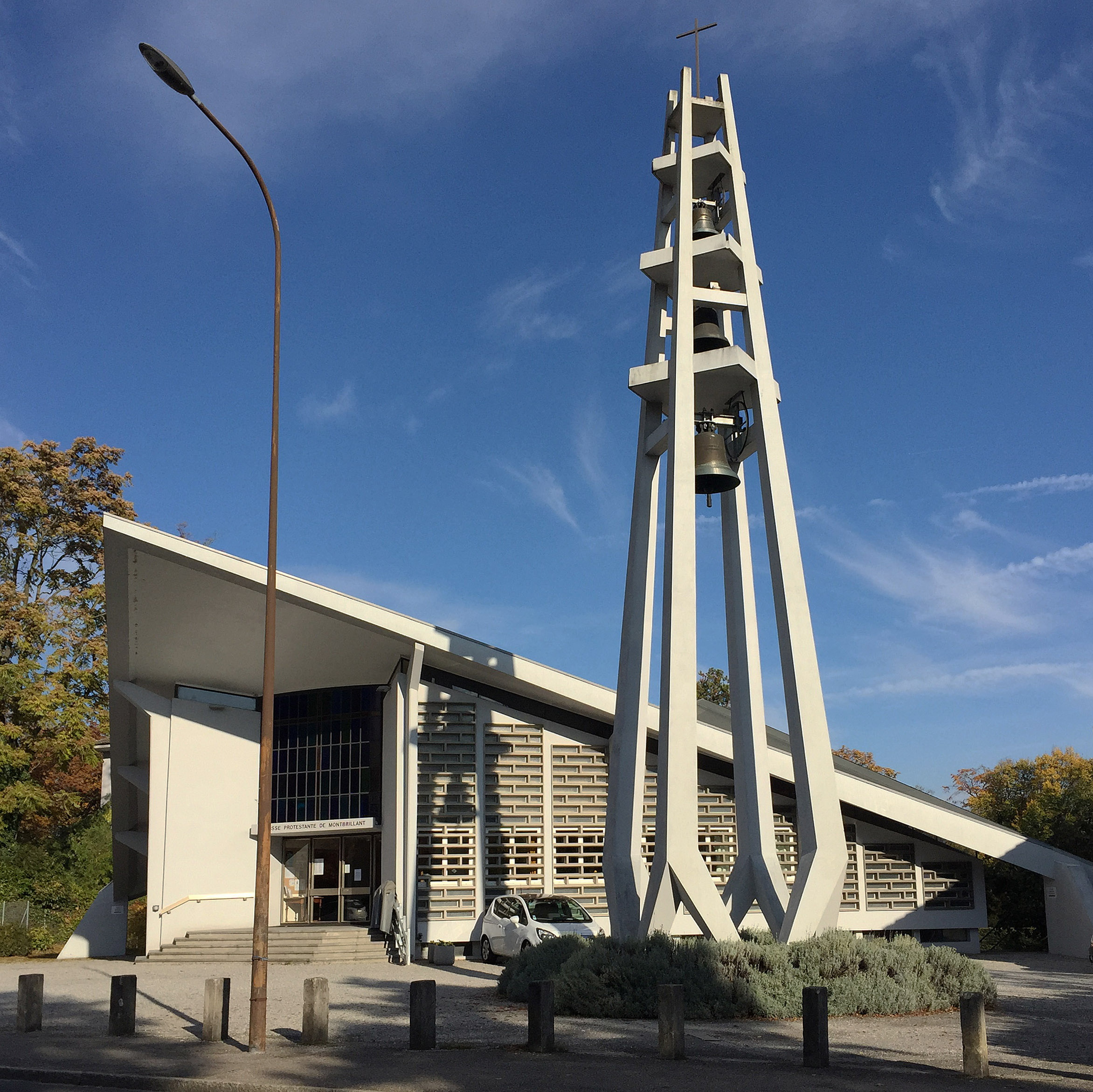
Das Kirchengebäude

Der Temple de Montbrillant ist ein protestantisches Kirchengebäude in der Schweizer Stadt Genf. Die Gemeinde ist Teil der Église Protestante de Genève.

## Geschichte
Die von den Architekten Roger Breitenbücher und Gérard Châtelain entworfene Kirche wurde von 1958 bis 1959 gebaut. 2023 wurde sie in das Inventar der historischen Gebäude des Kantons Genf eingetragen.

## Gebäude
Die Kirche sticht vor allem durch ihren freistehenden Glockenturm, durch ihre dreieckige Form und das schräg ansteigende Dach hervor. Das Gebäude verfügt über eine Kapelle, mehrere Büros und eine Anbetungsstätte.
Im offenen „Turm“, der eher einem Glockengerüst ähnelt, hängen drei Kirchenglocken der Glockengießerei H. Rüetschi untereinander. Sie sind auf die Töne g′ – h′ – d″ gestimmt. Die große Glocke stammt aus dem Jahr 1961, die beiden anderen wurden zwei Jahre zuvor gegossen.
Die Orgel der Kirche mit 15 Registern auf zwei Manualen und Pedal wurde 1960 von der Manufacture d’orgues Genève gebaut.